# Orthotylus nassatus
Orthotylus nassatus ist eine Wanzenart aus der Familie der Weichwanzen (Miridae).

## Merkmale
Die Wanzen werden 4,6 bis 5,1 Millimeter lang. Die Arten der Gattung Orthotylus sind überwiegend grün gefärbt. Viele sind extrem ähnlich und deswegen anhand von äußeren Merkmalen nur sehr schwer zu bestimmen. Die Wirtspflanze der entsprechenden Individuen sind daher ein wichtiges Indiz. Orthotylus nassatus hat eine blaugrüne Grundfarbe. Ihr erstes Fühlerglied ist von oben betrachtet blass, trägt aber unten eine dunkle Linie.

## Vorkommen und Lebensraum
Die Art ist in Europa und Asien östlich bis Sibirien und von Kleinasien bis in den Kaukasus verbreitet. Sie wurde durch den Menschen in Nordamerika eingeschleppt (Erstnachweis 1977 in Pennsylvania, später auch auf Prince Edward Island und Nova Scotia, Kanada.). In Deutschland und Österreich ist sie weit verbreitet und nicht selten.

## Lebensweise
Die Wanzen leben an Linden (Tilia) und seltener an Eichen (Quercus). Zu noch weniger häufig genutzten Wirtspflanzen gehören Eschen (Fraxinus), Erlen (Alnus), Weiden (Salix) oder Pappeln (Populus). Die Tiere ernähren sich vermutlich zoophytophag. Adulte Wanzen können von Mitte Juli bis September beobachtet werden.

## Belege